# Федик, Иван Иванович
Иван Иванович Федик (2 января 1936 — 14 декабря 2019) — специалист в области разработок большого класса ядерных установок различного назначения, методов преобразования энергии, лазерной техники, член-корреспондент РАН (2000).

## Биография
Родился 2 января 1936 года в с. Береги Самборского повята Львовского воеводства (Польша).
В 1958 году — окончил механико-математический факультет Львовского государственного университета, затем была учёба в аспирантуре.
В 1963 году — защитил кандидатскую диссертацию, тема: «Исследование безмоментных оболочек при больших деформациях».
В 1977 году — защитил докторскую диссертацию, в 1980 году — присвоено учёное звание профессора.
С 1962 года работал в ФГУП «НИИ НПО „ЛУЧ“» (Подольск), пройдя путь от начальника лаборатории до исполняющего обязанности директора (1976—1978) и генерального директора (1989—2008).
В 2000 году — избран членом-корреспондентом РАН.
В 2008 году — выдвигался на получение учёного звания академика РАН.
Умер 13 декабря 2019 года, похоронен кладбище «Красная горка» г. Подольска.

## Научная деятельность
Специалист в области разработок большого класса ядерных установок различного назначения, методов преобразования энергии, лазерной техники.
Возглавлял ряд крупных разработок транспортных энергетических установок наземного и космического назначения, принимал непосредственное участие в создании и испытании уникальных высокотемпературных газоохлаждаемых реакторов — ИВГ-1, наземного прототипа ядерного ракетного двигателя (ЯРД), прототипа газодинамического лазера, осуществлял руководство созданием мощной экспериментальной базы для отработки ЯРД, а также технологических линий по производству высокотемпературных материалов, включая ядерное топливо, преобразователей энергетических установок; инициатор развития направления по созданию технологий керметного топлива реакторов АЭС.
Совместно с сотрудниками выполнил широкий цикл исследований по созданию микротвэлов и твэлов исследовательских, транспортных и энергетических реакторов будущего.
С 1980 по 1985 годы — читал спецкурс в МИФИ, МВТУ.
С 1995 года — заведовал филиалом кафедры МИФИ при НПО «Луч».
Соавтор более 400 научных трудов, в том числе более 60 изобретений, 9 монографий.
Под его руководством защищено более 30 кандидатских и докторских диссертации.
Участие в научных организациях
- академик Академии технологических наук РФ
- академик Международной славянской Академии
- академик метрологической Академии имени Д. И. Менделеева
- академик Международной материаловедческой академии (МАТАМ)
- председатель экспертного совета ВАК при Росатоме
- член НТС Росатома
- вице-президент, президент Ядерного общества России (2007—2009)
- председатель диссертационного совета НИИ НПО «Луч»
- председатель ученого совета НПО «Луч»

Монографии
- «Автоколебания в системах с распределенными параметрами»
- «Температурные поля и напряжения в ядерных реакторах»
- «Тепловыделяющие элементы ядерных ракетных двигателей»
- «Термопрочность материалов»
- «Стабильность оптической поверхности лазерных зеркал»

## Семья
- Отец — Иван Степанович (1905—1973) — воевал в саперных войсках в ВОВ
- Мать — Анна Степановна (1907—1968)
- Жена — Светлана Карповна (род. 1938) — учительница английского языка
- Сын — Юрий (род. 1964) — выпускник МИФИ, бизнесмен.

## Разное
Владеет польским, украинским, английским, немецкими языками.

## Награды
- Орден Трудового Красного Знамени (1971)
- Орден Почёта (2005)
- Государственная премия СССР
- Медаль «За доблестный труд. В ознаменование 100-летия со дня рождения В. И. Ленина» (1970)
- Заслуженный деятель науки и техники Российской Федерации
- Медаль «В память 850-летия Москвы»
- Почётная грамота Правительства Российской Федерации
- Благодарность Президента Российской Федерации
- нагрудный знак «Академик И. В. Курчатов 1 степени»
- победитель всероссийского конкурса «Лучший руководитель научной организации»
- Заслуженный работник промышленности Московской области
- Почётное звание «Заслуженный создатель космической техники»
- Почётный гражданин г. Подольска
- Медаль «65 лет атомной отрасли»